# Bobby (film, 1973)
Pour les articles homonymes, voir Bobby.
Pour plus de détails, voir Fiche technique et Distribution.
Bobby est un film musical romantique, en langue hindoue, produit et réalisé en 1973, par Raj Kapoor et écrit par Khwaja Ahmad Abbas. Le film met en scène le fils de Raj Kapoor, Rishi Kapoor, dans son premier rôle principal, aux côtés de Dimple Kapadia, dans son premier rôle.
Le film devient une superproduction, le plus gros succès indien de 1973, le deuxième plus gros succès des années 1970 au box-office indien et l'un des 20 films indiens ayant généré les plus gros revenus de tous les temps (après correction de l'inflation). Il est également devenu une superproduction étrangère en Union soviétique, où il a attiré un public de 62,6 millions de spectateurs , ce qui en fait l'un des 20 plus gros succès au box-office de tous les temps en Union soviétique.
Le film est devenu une référence. Il a été très populaire et largement imité. Il a introduit à Bollywood le genre de la romance adolescente avec, en toile de fond, un affrontement entre riches et pauvres. De nombreux films, dans les années et décennies suivantes, ont été inspirés par cette intrigue. Indiatimes Movies classe Bobby parmi les « 25 meilleurs films de Bollywood à voir ».

## Synopsis
L'histoire raconte l'amour entre deux adolescents, de Bombay, de classes différentes : Raj Nath (Rishi Kapoor), le fils d'un riche homme d'affaires hindou, M. Nath (joué par Pran), et Bobby Braganza (Dimple Kapadia), la fille d'un pauvre pêcheur chrétien de Goa, Jack Braganza (joué par Prem Nath (en)).
Raj revient de son internat. À son retour, ses parents organisent une fête pour célébrer son anniversaire. Sa gouvernante d'enfance, Mme Braganza, vient le souhaiter avec sa petite-fille, Bobby, que Raj remarque parmi la foule qui assiste à sa fête. Mme Nath (jouée par Sonia Sahni (en)) ignore Mme Braganza, ce qui l'amène à quitter précipitamment la fête avec sa petite-fille.
Le lendemain, Raj ouvre ses cadeaux et trouve le cadeau de Mme Braganza, alors il décide d'aller la rencontrer.  Sa petite-fille Bobby lui ouvre la porte et c'est le coup de foudre pour lui. Pendant cette visite, il mélange son livre avec celui de Bobby, il va donc la rencontrer à la bibliothèque pour échanger les livres, et c'est de là que naît leur amitié. Raj et Bobby décident d'aller voir un film mais découvrent que la salle est pleine. Puis Raj a l'idée d'aller à une fête. À la fête, Bobby voit Raj parler à Nima (jouée par Aruna Irani) en privé et pense qu'il est amoureux d'elle. Au fil de l'histoire, Raj se rend compte que sa relation avec la fille d'un pauvre pêcheur n'est pas prise en compte par son père excentrique. Sur l'insistance de Raj, M. Nath invite Jack Braganza à entamer des discussions sur le mariage de Raj et Bobby. Mais au lieu de cela, M. Nath l'insulte et accuse Jack d'utiliser la beauté et le charme de sa fille pour piéger Raj pour son argent. Il offre ensuite de l'argent à Jack pour empêcher Bobby de voir Raj. Jack se sent très humilié par cette accusation et lui rend la pareille en insultant M. Nath. Leur conversation entre dans une impasse et condamne le tendre amour de Raj et Bobby.
M. Nath engage Raj auprès d'une riche fille handicapée mentale, Alka (Farida Jalal), pour établir des liens commerciaux avec son riche père. Mais Raj s'enfuit de la maison pour s'unir à Bobby. Ils s'enfuient ensemble. M. Nath annonce une récompense pour toute personne qui l'aide à retrouver son fils. Prem Chopra (Prem Chopra) décide qu'il veut l'argent et lui et ses hommes de main kidnappent Raj et Bobby. Lorsqu'ils tentent de s'échapper, Prem commence à battre Raj. M. Nath et la police viennent l'aider et ils trouvent Jack qui est déjà sur place et qui tente d'aider Raj. Raj et Bobby s'enfuient et sautent par-dessus une cascade. M. Nath et Jack sautent dans l'eau à leur suite. M. Nath sauve Bobby, tandis que Jack sauve Raj.
Ils se rendent compte qu'ils aiment beaucoup leurs enfants et ne veulent pas faire obstacle à leur bonheur. Ils acceptent les enfants de l'autre comme les leurs et donnent leur bénédiction à l'union.

## Fiche technique
Sauf indication contraire, les informations mentionnées dans cette section peuvent être confirmées par la base de données cinématographiques IMDb,  présente dans la section « Liens externes ».
- Titre : Bobby
- Réalisation : Raj Kapoor
- Scénario : Khwaja Ahmad Abbas
- Photographie : V.P. Sathe
- Musique : Laxmikant Shantaram Kudalkar - Pyarelal Ramprasad Sharma
- Production : V.S. Mahadevan - Mohanbali
- Société de production : R. K. Films
- Langue : Hindi
- Genre : Film musical - Romance
- Durée : 169 minutes (2 h 49)
- Dates de sorties en salles :
  -  Inde : 28 septembre 1973

## Distribution
- Rishi Kapoor : Raj Nath
- Dimple Kapadia : Bobby Braganza
- Prem Nath (en) : Jack Braganza
- Durga Khote : Mme Braganza
- Pran : Mr. Nath
- Sonia Sahni (en) : Mme. Sushma Nath
- Aruna Irani : Nima
- Prem Chopra : Prem Chopra
- Farida Jalal : Alka 'Nikki' Sharma
- Pinchoo Kapoor (en) : Mr Sharma
- Raj Rani : Mrs. Sharma
- Jagdish Raj : Inspecteur de police
- Shashi Kiran : Shyam (copain de Raj)
- Piloo J. Wadia : Mme Pestonji

Raj Kapoor a lancé son deuxième fils, Rishi Kapoor, dans ce film ; il voulait une nouvelle héroïne pour compléter la jeune histoire d'amour. Dimple Kapadia et Neetu Singh (en) ont été auditionnées pour le rôle de Bobby Braganza, mais c'est Kapadia Dimple qui a finalement été sélectionnée.

## Production
Dans une interview, réalisée en 2012, Rishi Kapoor déclare : « Il y avait une idée fausse selon laquelle le film avait été fait pour me lancer en tant qu'acteur. Le film a été fait pour payer les dettes de Mera Naam Joker. Papa voulait faire une histoire d'amour d'adolescent et il n'avait pas d'argent pour faire jouer Rajesh Khanna dans le film ».

## Tournage
Certaines scènes ont été tournées à Gulmarg. Une scène a été tournée dans une hutte de Gulmarg, qui est devenue célèbre sous le nom de Bobby Hut,. Quelques scènes, vers la fin du film, ont été tournées sur l'autoroute Pune-Solapur près de Loni Kalbhor (en), où Raj Kapoor possédait une ferme.

## Bande son
La musique du film est composée par le duo Laxmikant-Pyarelal. Les paroles sont écrites par Anand Bakshi (en), Inderjeet Singh Tulsi (en) et Vithalbhai Patel (en). 
| Chanson                       | Chanteur(s)                              | Notes |
| ----------------------------- | ---------------------------------------- | --- |
| Ae Ae Ae Phansa               | Lata Mangeshkar                          | Mise en image avec Aruna Irani. |
| Ankhiyon Ko Rahne De"         | Lata Mangeshkar                          | Basé sur la chanson Ankhiyan nu rehen de de Reshma. |
| Beshak Mandir Masjid          | Narendra Chanchal (en)                   | Paroles de Raj Kavi Inderjeet Singh Tulsi. |
| Hum Tum Ek Kamre Mein Band Ho | Lata Mangeshkar et Shailendra Singh (en) | Tourné dans le bungalow de la famille Kapoor, à l'intérieur de leur ferme Rajbaugh, qui est maintenant un mémorial à la mémoire de Raj Kapoor et se trouve à l'intérieur du MIT World Peace University (en). (MIT WPU) sur les rives de la rivière Mula-Mutha dans le village de Loni Kalbhor (en), à 30 km à l'est de Pune dans le Maharshtra. |
| Jhoot Bole Kauva Kate         | Lata Mangeshkar et Shailendra Singh      | Mise en image avec Rishi Kapoor et Dimple Kapadia dans un décor de danse de village. |
| Main Shayar To Nahin          | Shailendra Singh                         | Mise en image avec Rishi Kapoor. La chanson a été réutilisée et imaginée à nouveau pour lui dans le film de 2004 Hum Tum. |
| Mujhe Kuchh Kahna Hai         | Lata Mangeshkar et Shailendra Singh      | |
| Na Mangun Sona Chandi         | Manna Dey (en) et Shailendra Singh       | Paroles de Vithalbhai Patel |

## Réception critique
L'Illustrated Weekly of India (en) a écrit, à la sortie du film, que malgré un nouveau style, « la formule de l'histoire reste la même que jamais ». L'hebdomadaire note également que, malgré quelques gadgets, l'attrait commercial du film peut être attribué aux « deux jeunes gens charmants et au visage frais » et fait ensuite l'éloge des performances, notamment du duo de tête qui « agit avec une facilité et une fraîcheur naturelles », Premnath qui est « remarquable dans le rôle de l'expansif et volatile M. Braganza », mais accuse Pran d'être cantonné à son rôle.

## Récompenses

### 21ecérémonie des Filmfare Awards
- Meilleur acteur : Rishi Kapoor
- Meilleure actrice : Dimple Kapadia
- Meilleur chanteur de playback : Narendra Chanchal pour Beshak Mandir Masjid
- Meilleure direction artistique : A. Rangaraj
- Meilleur son – Allauddin Khan Qureshi

### Nominations
- Filmfare Award du meilleur film : Raj Kapoor
- Filmfare Award du meilleur réalisateur : Raj Kapoor
- Filmfare Award du meilleur acteur dans un second rôle : Prem Nath
- Filmfare Award de la meilleure actrice dans un second rôle : Aruna Irani
- Filmfare Award de la meilleure direction musicale : Laxmikant-Pyarelal
- Filmfare Award du meilleur parolier : Anand Bakshi pour Hum Tum Ek Kamre Mein
- Meilleur parolier : Anand Bakshi pour Main Shayer To Nahin
- Meilleur parolier : Vitthalbhai Patel (en) pour Jhoot Bole Kava Kate
- Meilleur chanteur masculin : Shailender Singh (en) pour la chanson Main Shayer To Nahin[12].

### Prix de l'association des journalistes cinématographiques du Bengale(BFJA)
- Meilleur interprète masculin (Section hindoue) : Shailender Singh
- BFJA pour l'audiovisuel (Section hindoue) :  Alauddin Khan Qureshi[13].

## Controverse
Dans son autobiographie de 2017, Khullam Khulla : Rishi Kapoor Uncensored, Rishi Kapoor révèle qu'il a payé quelqu'un 30 000 ₹ (l'équivalent de 720 000 ₹ ou 10 000 $, en 2019) pour lui faire gagner un prix du meilleur acteur. Bien qu'il s'agisse d'un Filmfare Award, il a déclaré dans une interview que « je n'ai pas écrit de Filmfare Award [dans le livre]. Je n'ai pas dit de noms. J'ai dit que j'avais acheté un prix ».